# Praiano
Praiano es un municipio de 1.911 habitantes en la provincia de Salerno. Como parte de la Costa Amalfitana, Praiano ha sido declarado Patrimonio de la Humanidad por la Unesco.

## Etimología
El nombre deriva probablemente del término praia, que significa playa, del griego plagion (plano inclinado). Se le añade el sufijo de pertinencia -anus.

## Evolución demográfica
| Gráfica de evolución demográfica de Praiano entre 1861 y 2001 |
|                                                               |
| Fuente ISTAT - elaboración gráfica de Wikipedia               |

## Galería

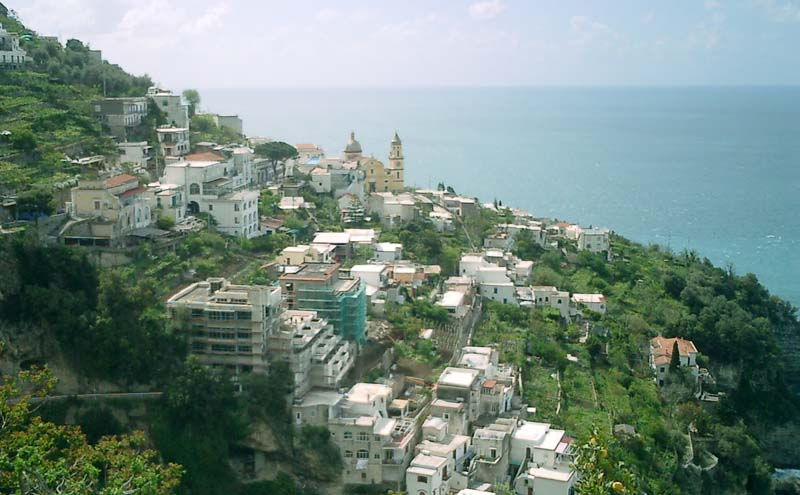
Vista de Vettica Maggiore (pedanía de Praiano)
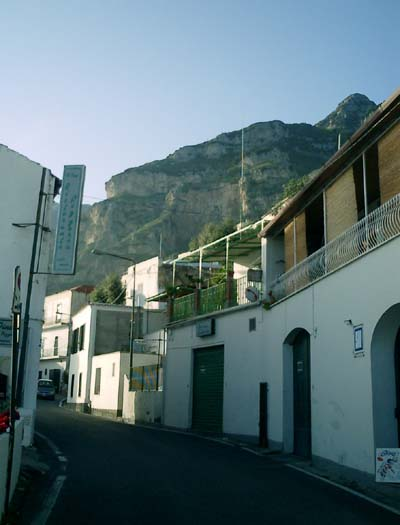
Calles de Praiano
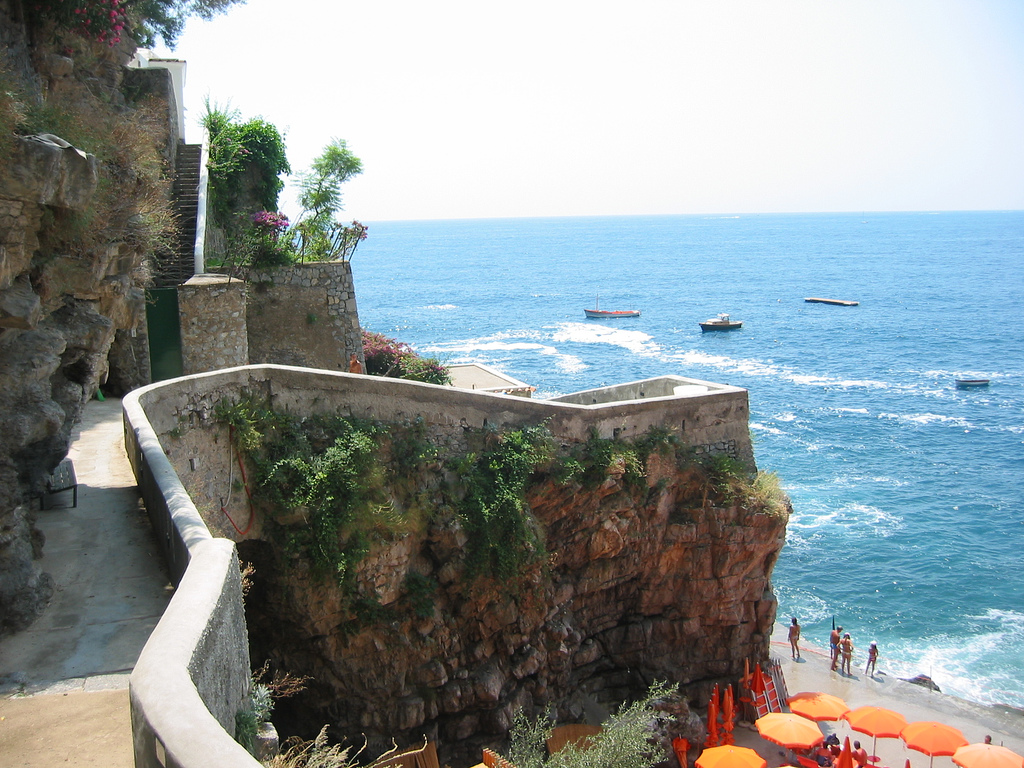
Panorama marino